# Myotis escalerai
Murin d'Escalera
Espèce
Statut de conservation UICN

NTA2c : Quasi menacé
Le Murin d'Escalera (Myotis escalerai) est une espèce de chauves-souris de la famille des Vespertilionidae. Si le taxon est décrit dès 1904, il est considéré comme synonyme de Myotis nattereri (le murin de Natterer) dont il est alors indistinguable. En 2006, une étude sur les chauves-souris d'Espagne montre une grande divergence génétique entre les deux espèces et propose de sortir de sa synonymie avec M. nattereri le binôme M. escalerai Cabrera, 1904, et certains caractères de la queue (éperon en forme de S approchant le milieu de la membrane)[Quoi ?] .